# Liste von Kraftwerken auf den Malediven
| Betreiber                               | Standort   | Typ    | Kapazität  |
| --------------------------------------- | ---------- | ------ | ---------- |
| State Electric Company Limited (STELCO) | Malé       | Diesel | ca. 60 MW  |
| State Electric Company Limited (STELCO) | Hulhumalé  | Diesel | ca. 50 MW  |
| Fenaka Corporation Limited              | Fuvahmulah | Diesel | ca. 10 MW  |
| Fenaka Corporation Limited              | Addu City  | Diesel | ca. 15 MW  |
| Fenaka Corporation Limited              | Thinadhoo  | Diesel | ca. 8 MW   |
| Renewable Energy Maldives Pvt Ltd       | Himmafushi | Solar  | ca. 1,5 MW |